# 托尼·芬格尔顿
托尼·芬格尔顿（英語：Tony Fingleton，？—），澳大利亚男子游泳运动员。他曾代表澳大利亚参加1962年大英帝国和英联邦运动会游泳比赛，获得男子220码仰泳银牌。